# Barbue
 Der er for få eller ingen kildehenvisninger i denne artikel, hvilket er et problem. Du kan hjælpe ved at angive troværdige kilder til de påstande, som fremføres i artiklen.

Barbue (1984-94) var en rockklub på første sal i Huset i Magstræde i København. 
Af de mange bands der gæstede spillestedet, kan bl.a. nævnes Poets Of The Signature, Sort Hvide Landskaber, Alter Ego, UCR, Baby Hotel Hunger, Gangway og en lang række andre danske bands i genrene indie, New Wave og postpunk.
Flere udenlandske navne som Radiohead, Primal Scream, 22-Pistepirkko, Sonic Youth, My Bloody Valentine, Mudhoney, Henry Rollins, GWAR, Christian Death og Galaxie 500 har optrådt på Barbue inden de for alvor blev populære. Sidstnævnte optog live-albummet Copenhagen til en konceret på Barbue.
Klubben blev 1985-86 booket af Néné La Beet fra pladeselskabet Irmgardz. Senere blev den booket af Henrik Føhns (1986-89), Tony Shine (1989-92), Mads Sørensen (1992) og Thomas Seifert (1993-94). Første booker var Stella og Sanne Unruh (også i bandet Miss B. Haven).
Barbue genopstod for en enkelt aften den 23. september 2017 med optrædener af NRG, How Do I, City-X og Whife Escape.